# Jens Bilgrav-Nielsen
Jens Bilgrav-Nielsen, né le 14 mai 1936 à Ringkøbing (Danemark), est un homme politique danois membre du Parti social-libéral danois (RV), ancien ministre et ancien député au Parlement (le Folketing). 